# Byggnadsskyldighet
Byggnadsskyldighet avser dels den skyldighet som ålegat vissa grupper att gemensamt ombesörja och bekosta uppförandet och underhållet av vissa gemensamma byggnader som sockenstuga, kyrka, prästgård, tingshus och häradsfängelse med flera; dels en skyldighet för en brukare som varit annan än ägare att bygga och underhålla ett visst antal byggnader.
Den förra skyldigheten försvann huvudsakligen genom lagstiftning 5 juni 1909 och ersattes då av kommunala skatter. Den senare finns kvar och regleras i 1734 års lags byggningabalk men har numera en mycket begränsad tillämpning. En arrendator hade enligt lagar 1907, 1909 1927 och 1943 underhållsskyldighet, däremot ingen nybyggnadsskyldighet. Husröta ansågs föreligga då byggnaderna underhållet av byggnaderna försummats. Byggnation utöver vad som krävdes av den arrenderade benämndes överloppsbyggnad eller överloppshus, och dessa skulle ersättas av gårdsägaren eller kunde monteras ned av arrendatorn vid en eventuell avflyttning.